# Heureka
Heureka eller Eureka er et græsk udtryk, der betyder: "Jeg har fundet". Det bruges som udråbsord for at fejre en opdagelse. 

## Brug
Det siges, at Arkimedes udbrød Eureka, da han trådte ned i badekaret, samtidig med han bemærkede, at vandstanden steg svarende til hans fods volumen, hvorved han opdagede princippet om opdrift.
Det siges også, at matematikeren Carl Friedrich Gauss brugte udtrykket i sin dagbog ved opdagelsen af, at ethvert positivt heltal kan skrives som summen af højst tre triangulære tal. 
Heureka er den amerikanske stat Californiens motto, med henvisning til guldfeberen.